# Mission accomplie

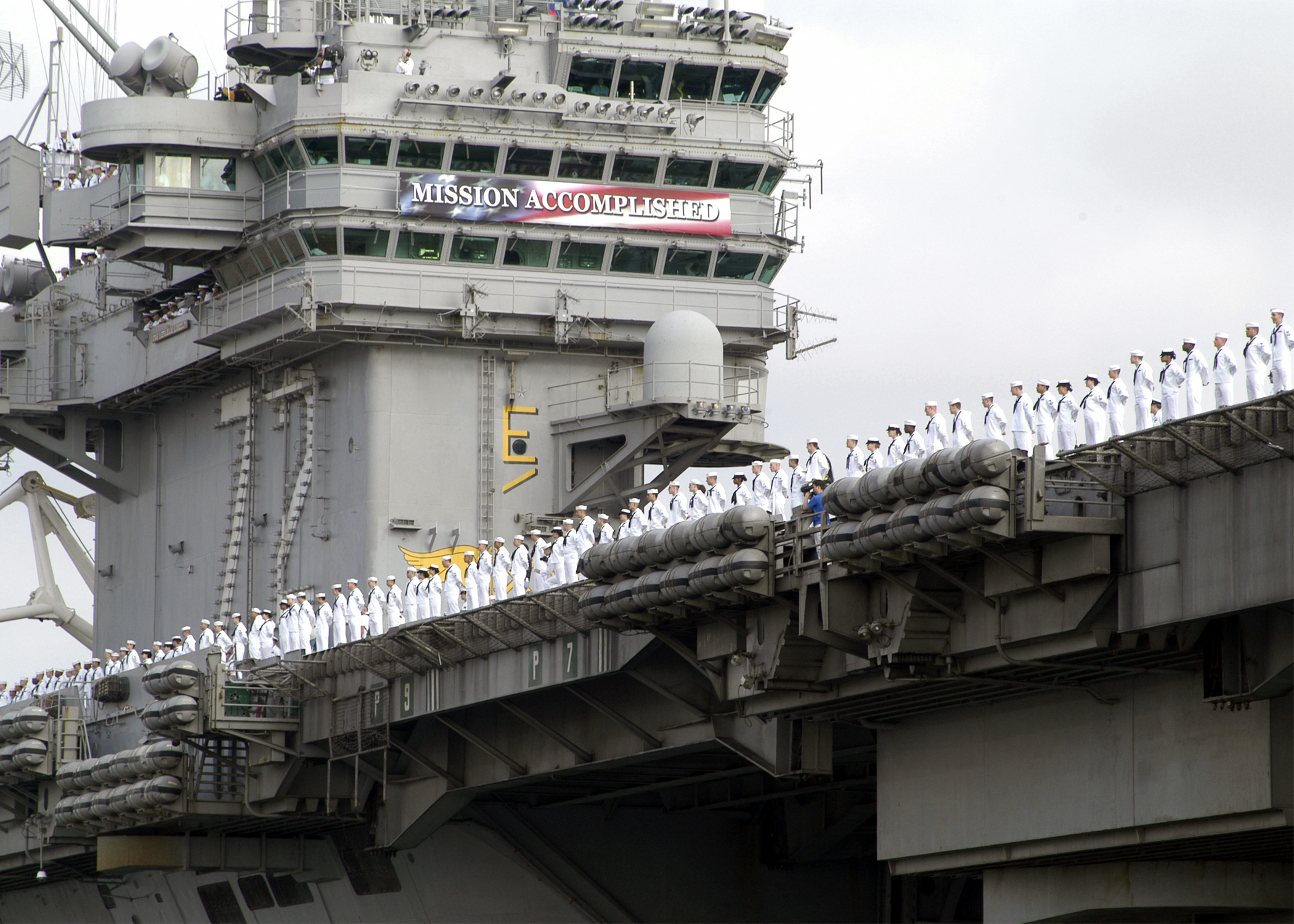
Le porte-avions nucléaire de retour à San Diego le 2 mai, portant la banderole « Mission Accomplished ».

La bannière « Mission accomplie » (« Mission Accomplished ») fait référence au décor d'un discours (et indirectement au discours lui-même) tenu dans le cadre de la guerre d'Irak le 1er mai 2003 par le président des États-Unis George W. Bush depuis le porte-avions nucléaire USS Abraham Lincoln. Le président y annonça la fin des « opérations de combats majeures » mais précisa que « la guerre contre le terrorisme n'était pas terminée ».
L'objet du discours était de marquer la fin de l'opération militaire de guerre conventionnelle nommée « Opération liberté irakienne » (« Operation Iraqi Freedom ») dans le cadre de la conquête pour la libération du peuple irakien. La bannière installée sur le porte-avions et son message furent sujets à une forte controverse de la part des médias, d'analystes militaires, et d'opposants politiques.

## Les faits

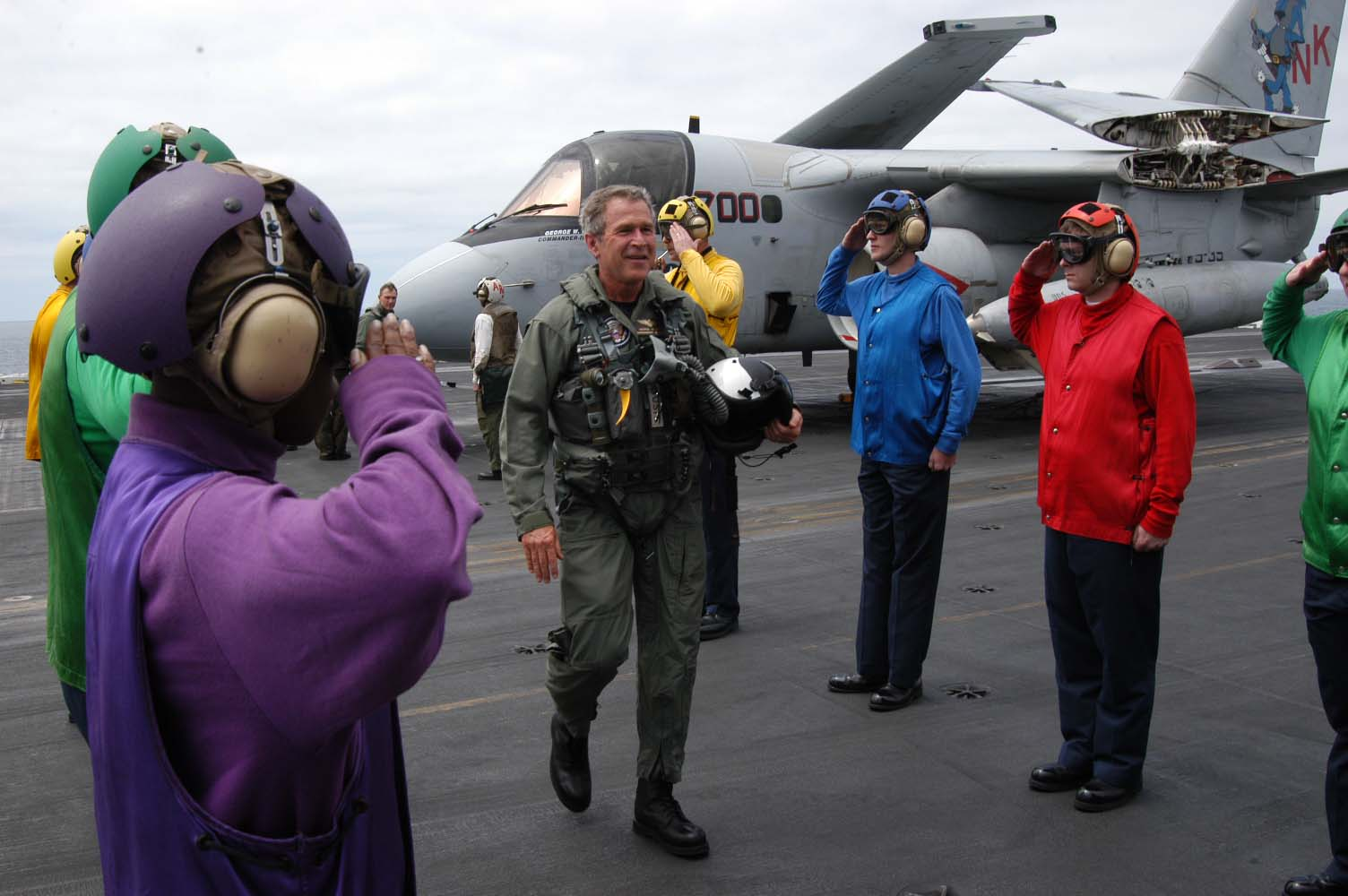
Le président Bush en tenue de pilote de l'aéronavale à sa descente du Lockheed S-3 Viking « Navy One »

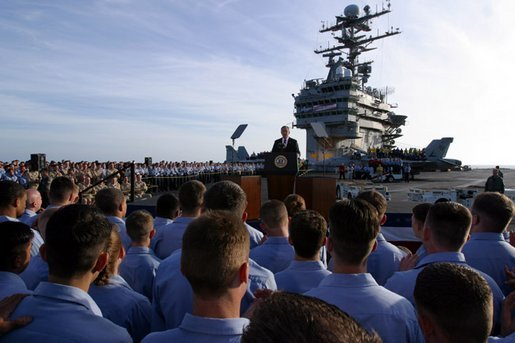
Le président s'adresse aux américains depuis le pont du porte-avions

Le porte-avions USS Abraham Lincoln, de retour du golfe Persique et en route vers son port d’attache de San Diego, accueille la visite du président George W. Bush le 1er mai 2003, juste avant de terminer officiellement son déploiement. Le président prononce sur son pont un discours télévisé en direct où il annonce la fin des « opérations majeures » de combat dans la guerre en Irak. Une immense bannière portant l’inscription « Mission accomplie » est visible, déployée en arrière-plan sur son îlot.
Le côté médiatisé et théâtralisé de l'évènement est amplifié par l'appontage filmé et photographié d'un jet de l'aéronavale Lockheed S-3 Viking (nommé pour l'occasion « Navy One ») à bord duquel le président, lui-même ancien pilote de chasse de la Garde nationale aérienne, avait pris place en tant que passager. Celui-ci se présente donc en tenue de pilote sur le pont, avant d'aller se changer pour l'allocution télévisée.

## Controverse et critiques
Les autorités furent taxées d'avoir annoncé à la légère la fin des opérations, notamment au moment de l'apparition de la rébellion avec les premiers attentats dans le pays ainsi libéré, et que s'égrenaient les pertes de soldats américains. La Maison-Blanche livra alors un communiqué dans lequel était précisé que la bannière et la visite du président se rapportaient à la seule opération liberté irakienne, et non à l'ensemble des opérations.
D'après Scott McClellan, porte-parole de la Maison Blanche, l’idée de la banderole serait née lors de l’une des réunions du bord préparant le discours, les officiels de la Navy voulaient une bannière « Mission accomplie » et la Maison Blanche a accepté de la faire fabriquer,. Le contre-amiral Conrad Chun, un des porte-parole de la Navy, expliquera que « la bannière était une idée de la Navy, une idée qui a pris corps sur ce navire ». « La bannière signifiait l’accomplissement total de la mission » continue le contre-amiral Chun, notant que l’Abraham Lincoln avait été déployé 290 jours, soit plus qu’aucun autre porte-avions nucléaire au cours de l’histoire.
Les critiques portèrent également sur le côté théâtral de l'arrivée du président en jet, qui lui donnait l'occasion d'apparaître en chef de guerre en uniforme parmi ses troupes. La réponse officielle fut d'objecter que l'emploi classique de l'hélicoptère était exclue compte tenu des distances à parcourir. D'après CBS, cette allégation était fausse et les distances étaient suffisamment réduites pour permettre l'emploi d'un hélicoptère afin de convoyer le président.
Enfin, les activistes anti-guerre du moment reprirent les paroles pour en critiquer la teneur, le terme de « combats majeurs » illustrant bien pour eux les objectifs irréalistes et les perceptions qu'avait le pouvoir de la teneur donnée au conflit. Karl Rove, conseiller en communication de la Maison Blanche, déclarera plus tard qu'il « aurait préféré que la bannière n'ait pas été présente ».

## Allusions dans les médias
Les propos tenus ce jour furent repris sur le mode ironique par les médias satiriques ou d'influence anti-guerre à plusieurs reprises, tant pour la perception de « fin des combats majeurs » que pour la maladresse de la mention « Mission accomplie ».
La couverture du magazine américain de grande diffusion Time du 6 octobre 2003 portait ainsi en titre « Mission Not Accomplished » (« Mission non accomplie »).
En mars 2008, lors de l'annonce du 4 000e soldat américain tué dans ce conflit, des médias ont fait remarquer que 97 % de ces décès étaient intervenus après l'annonce de cette « mission accomplie ».

## Regrets
À l'occasion d'une interview accordée le 11 novembre 2008 à la chaîne CNN après son discours du Veterans Day, et dans la perspective de la transition avec son successeur nouvellement élu Barack Obama, le président W. Bush a exprimé ses regrets pour cet épisode du porte-avions comportant la bannière « Mission accomplie ». Il a indiqué qu'il n'avait pas voulu dire que la guerre en Irak était achevée à ce moment, et qu'il regrettait l'ambiguïté du message porté sur la bannière.